# 南非茱萸科
南非茱萸科（学名：Curtisiaceae），又名菲茱萸科，或根据音译为柯茱萸科，只有1属2种，都生长在南非。
本科植物为常绿乔木，高达15米；单叶对生，革质，边缘有锯齿，叶长5-11厘米；花很小，聚合成花序；果实为核果，含有4粒种子，种子含油。木材可用，称为短山茱萸木。
1981年的克朗奎斯特分类法将本属列入山茱萸科，1998年根据基因亲缘关系分类的APG 分类法将其列入假石南科，2003年经过修订的APG II 分类法认为应该单独分出为一个科，放在山茱萸目中。